# Mercado do Rio Vermelho
O Mercado do Rio Vermelho, também conhecido como Ceasinha do Rio Vermelho ou simplesmente Ceasinha, localiza-se na cidade de Salvador, Bahia, no Brasil. Situado no bairro do Rio Vermelho, à beira da Avenida Juracy Magalhães, é um centro de compras de produtos de hortifruti, peixarias, açougues, floriculturas, lojas de artesanato e praça de alimentação.
Foi construído em 1973 pelo Governo da Bahia, através da Empresa Baiana de Alimentos (Ebal).
Após uma reforma de 28 milhões de reais, a antiga central de abastecimento foi reinaugurado passando a contar com área construída ampliada em 88% (8 735 metros quadrados), 171 boxes e 240 vagas de estacionamento (179 cobertas). De propriedade estadual, é administrado pela Ebal, também dona dos supermercados Cesta do Povo, que possui uma unidade no mercado.
Ainda no mesmo bairro está situado outro mercado, o Mercado Municipal do Rio Vermelho (Mercado do Peixe), de propriedade municipal.